# Манос, Аспасия
Аспасия Манос (4 сентября 1896 — 7 августа 1972) — гречанка, ставшая женой Александра I, короля Греции. Из-за споров по поводу её брака её называли «мадам Манос», а не «королева Аспасия», а после смерти Александра и прихода к власти короля Константина I —  принцесса «Александра Греческая и Датская».

## Биография
Аспасия родилась в Афинах, была дочерью полковника Петроса Маноса (1871—1918) и его первой жены, Марии Аргиропулос (1874—1930). Семья Манос вела своё происхождение, в частности, от греков-фанариотов, живших в Константинополе. Некоторые из её предков были важными военными фигурами в период греческой Войны за независимость, некоторые были лидерами греческих общин в Константинополе на протяжении веков господства Османской империи, а некоторые были даже правившими князьями в дунайских провинциях империи. Она принадлежала к одной из самых аристократических семей Греции и считалась подходящей супругой для греческого монарха многими, но не теми, кто считал, что король может жениться только на женщине королевской крови.
4 ноября 1919 года во дворце Татой Аспасия Манос вышла замуж за короля Александра тайно, то есть заключив гражданский брак. Это событие вызвал скандал, и пара была вынуждена временно бежать в Париж. Она никогда так и не приняла титул королевы и была известна как «мадам Манос» среди тех, кто был осведомлён о браке. Александр после свадьбы прожил меньше года. Его отец, король Константин I, был восстановлен в греческом престоле через месяц после смерти Александра и вернулся из ссылки. Его правительство официально рассматривало период краткого правления его покойного сына как регентство, что означало, что брак Александра, заключённый без разрешения отца или главы греческой православной Церкви, был юридически незаконным, свадьба недействительной, а дети, рождённые парой в браке, — незаконнорождёнными.
По просьбе матери Александра, королевы Софии, в июле 1922 года был принят закон, позволивший королю задним числом признать браки членов королевской семьи, заключённые не на основе наследования престола. В этой связи король Константин издал указ, объявленный 10 сентября 1922 года, о признании брака Александра с Аспасией. Отныне ей и её дочери были предоставлены титул «Принцесса Греции и Дании» и право называться Королевским Высочеством. Это обращение было принято для всех членов греческой королевской семьи, не имевших прав на престол, которые также могли происходить от младшей ветви правившей в Дании династии.
В браке у Аспасии и Александра родился только один ребёнок, принцесса Александра, спустя пять месяцев после смерти Александра в Татое (он умер от сепсиса после укуса обезьяны). Александра позже вышла замуж за Петра II, короля Югославии.
Аспасия Манос и её дочь были единственными членами Глюксбургской династии, греческого королевского дома, бывшими при этом греческого происхождения. Как и большинство европейских королевских семей XX века, родословная Глюксбургов была исключительно немецкой.
Из-за сочетания проблем со здоровьем у её дочери и зятя, финансово стеснённых обстоятельств и проблемного брака Аспасия была опекуншей для своего внука Александра, наследного принца Югославии (род. в 1945 году). Она воспитывали его преимущественно в Англии.
Умерла в Венеции и была первоначально похоронена на кладбище острова Сан-Микеле, недалеко от Венеции. Её останки были позже переведены на участок Королевского кладбища в парке Татоя рядом с Декелией (23 км к северу от Афин).